# Pontiac Economy Eight
Der Pontiac Economy Eight Serie 601 war ein Auto der Oberklasse, das 1933 von Pontiac, einer Marke von General Motors, herausgebracht wurde. Im Folgejahr hieß das fast unveränderte Fahrzeug Pontiac Serie 603 und 1935 nannte man das Modell Pontiac Improved Serie 605.

## Von Jahr zu Jahr

### 1933
Der Nachfolger des V8 war komplett überarbeitet worden. Auf dem um 2″ kürzeren Chassis wurden Karosserien mit nach hinten geneigtem, leicht V-förmigen Kühlergrill aufgebaut. Die Reserveräder waren von den Seiten der Motorhaube wieder nach hinten unter die Kofferraumklappe gewandert. Das Angebot an Aufbauten entsprach im Wesentlichen dem Vorgängermodell. Zum 2-türigen Coupé, dem 2-türigen Cabriolet und den Limousinen mit 2 oder 4 Türen waren ein 2-türiger Roadster und eine 2-türige Touring-Limousine (mit separatem Kofferraum) gekommen.
Der seitengesteuerte Reihenachtzylindermotor war eine komplette Neukonstruktion und schöpfte aus 3661 cm³ eine Leistung von 77 bhp (57 kW) bei 3600 min−1. Trockenkupplung, voll synchronisiertes Dreiganggetriebe mit Mittelschaltung, Kardanwelle und Freilauf gehörten zum Standard.
Nach dem Wegfall der Sechszylindermodelle war der Economy Eight das einzige Pontiac-Modell in diesem Jahr.

### 1934
1934 erschien der Economy Eight nochmals deutlich überarbeitet. Radstand, Fahrzeuglänge und Fahrzeughöhe waren gewachsen. Stilistisch gab es wenig Änderungen: Die zusätzliche Länge kam vorwiegend der Motorhaube zugute und die Scheinwerfer hatten eine längliche Form (wie bei Projektilen) angenommen. Der Roadster fiel weg; dafür kam die Touring-Limousine nun auch mit 4 Türen.

### 1935
Auch im Folgejahr wurden die Karosserien überarbeitet. Gemeinsam mit den neu erschienen Sechszylindermodellen hatte der neue Improved der Serie 605 voluminösere Kotflügel und rundlichere Formen. Bei leicht geringerem Radstand waren die Aufbauten in der Länge gewachsen. Am Antrieb änderte sich in diesem Jahr nichts, aber es gab neuerdings serienmäßig zwei Rückleuchten und Scheibenwischer. Im Unterschied zum Sechszylinder trug der Improved die Zierschrift „Pontiac Eight“ am Kühlergrill.
In drei Jahren waren 212.891 Achtzylinderwagen, etwa 34 mal so viele wie vom Vorgängermodell V8, gefertigt worden. Nachfolger war ab 1936 der neue Deluxe Eight 8BA.

## Quelle
- Beverly R. Kimes, Henry A. Clark: Standard Catalog of American Cars 1805–1942. Krause Publications, Iola 1985, ISBN 0-87341-045-9.

Im Zeitraum von 1942 bis 1946 gab es aufgrund des Zweiten Weltkrieges nur eine eingeschränkte zivile Fahrzeugproduktion.